# Australische Wollschildlaus

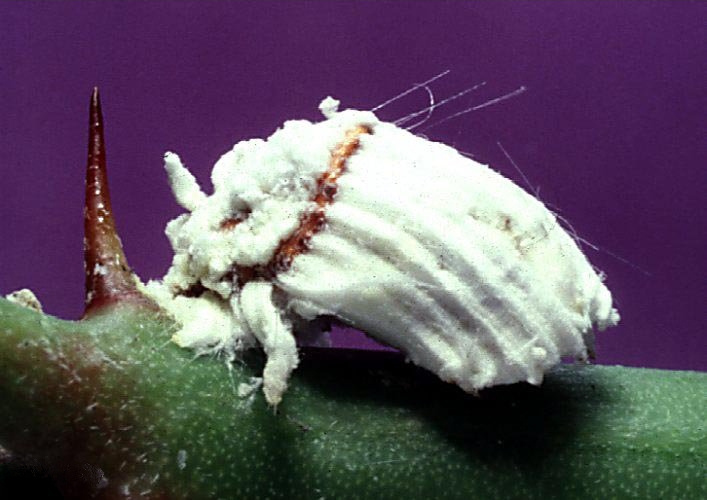

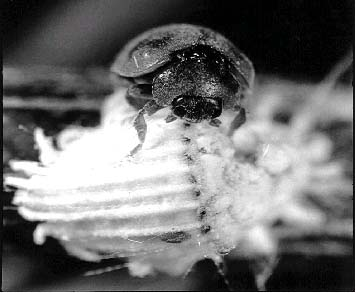
Rodolia cardinalis ist einer der Feinde der Australischen Wollschildlaus

Die Australische Wollschildlaus (Icerya purchasi) ist eine Schildlaus aus der Familie der Höhlenschildläuse (Margarodidae) (griech. margarodes = perlenartig) und wurde bereits Ende des 19. Jahrhunderts in Australien sowie Neuseeland als Schädling an Zitrusgewächsen bekannt. 

## Merkmale
Die flügellosen Weibchen, die eine hell orangerote, gelbe oder braune Körperfarbe haben, haben im ersten Larvenstadium eine Körperlänge von 5 Millimetern, nach dem dritten Larvenstadium erreichen sie als ausgewachsene Imagines eine Körperlänge von bis zu 15 Millimetern. Dabei ist der Eisack, den sie mit sich tragen, wesentlich für die Länge ausschlaggebend, da er 2 bis 2,5 mal länger als das Weibchen ist. Der Körper ist rundlich bis oval und nach außen gewölbt. Junge adulte Weibchen bedecken Körper, Beine und Fühler sehr bald mit Wachs, das seitlich vom Körper in Form von langen Fäden produziert wird. Der Eisack wird dann aus dicken weißen Schichten verschiedener wachsartiger Drüsensekrete gebildet und ist an das Abdomen angefügt. Er ist stets längsgerillt (14–16 Rillen). In ihm werden die länglich oval geformten, rötlich gefärbten Eier abgelegt. Sie haben eine glatte Oberfläche. Die Anzahl der Eier im Eisack kann zwischen 100 und 1500 betragen.
Die sehr selten vorkommenden Männchen sind etwa 3 bis 5 Millimeter lang und haben einen dunkelroten Körper. Sie besitzen ein Paar funktionelle, metallisch blau gefärbte Flügel. Die Fühler, der Thorax und die Beine sind braun.

## Vorkommen
Die ursprünglich in Australien vorkommenden Tiere sind durch Hilfe des Menschen, der ihre Futterpflanzen weltweit verbreitet hat, ebenso weltweit in den wärmeren Gebieten vorkommend. Insbesondere in Kalifornien treten die Tiere zahlreich in den Zitrusplantagen auf. 

## Lebensweise
Die Schildläuse saugen Pflanzensaft, bevorzugt von Pflanzen der Gattungen der Zitruspflanzen (Citrus) und der Klebsamen (Pittosporum). In ihrem ursprünglichen Verbreitungsgebiet findet man sie auf Akazien (Acacia), mit denen sie auch um 1868 oder 1869 in Kalifornien eingeschleppt wurden. Man findet sie aber auch auf anderen derblaubigen, immergrünen oder holzigen Pflanzen. Sie Verursachen Verfärbungen, Missbildungen bis hin zur Vertrocknung an den Pflanzen. Die Sekundärschädigung liegt in der Absonderung des Honigtaus, da sich dadurch leicht Schimmelpilze ansiedeln können. Die Tiere sind verheerende Schädlinge und überall häufig, vor allem dort, wo Zitruspflanzen kultiviert werden, da ihre natürlichen Feinde fehlten.

## Entwicklung
Die Weibchen sind Zwitter mit der Fähigkeit zur Selbstbefruchtung. Sie paaren sich aber auch mit den nur selten vorkommenden Männchen. Nur aus solcherart entstandenen Eiern können Männchen schlüpfen. Es kommen durchschnittlich drei Generationen im Jahr zustande.

## Natürliche Feinde
Zu den natürlichen Feinden zählt insbesondere der Marienkäfer Rodolia cardinalis, der ebenfalls aus Australien stammt sowie die Fliege Cryptochaetum iceryae. Im Winter 1888 wurde der Marienkäfer zur biologischen Schädlingsbekämpfung von Charles Valentine Riley nach Kalifornien gebracht, um der Schildlausplage Herr zu werden. Der Erfolg stellte sich schon im folgenden Herbst ein. Dies war der erste Erfolg für die biologische Schädlingsbekämpfung. Bis heute wurden etwa 500 Millionen Marienkäfer dieser Art in Kalifornien gezüchtet und freigelassen. 